# Foucault (månkrater)
För andra betydelser, se Foucault.
Foucault är en nedslagskrater på månen. Foucault har fått sitt namn efter den franske fysikern Léon Foucault.